# 吳 (敬語)
吳，是緬甸語中用於人名前綴的敬語，中文意為「先生」，用以指稱中年男子、男性高官或僧侶（如吳丹、吳登盛等）。